# Julius Popp (Künstler)
Julius Popp (* 1973 in Nürnberg) ist ein deutscher Medienkünstler.

## Leben

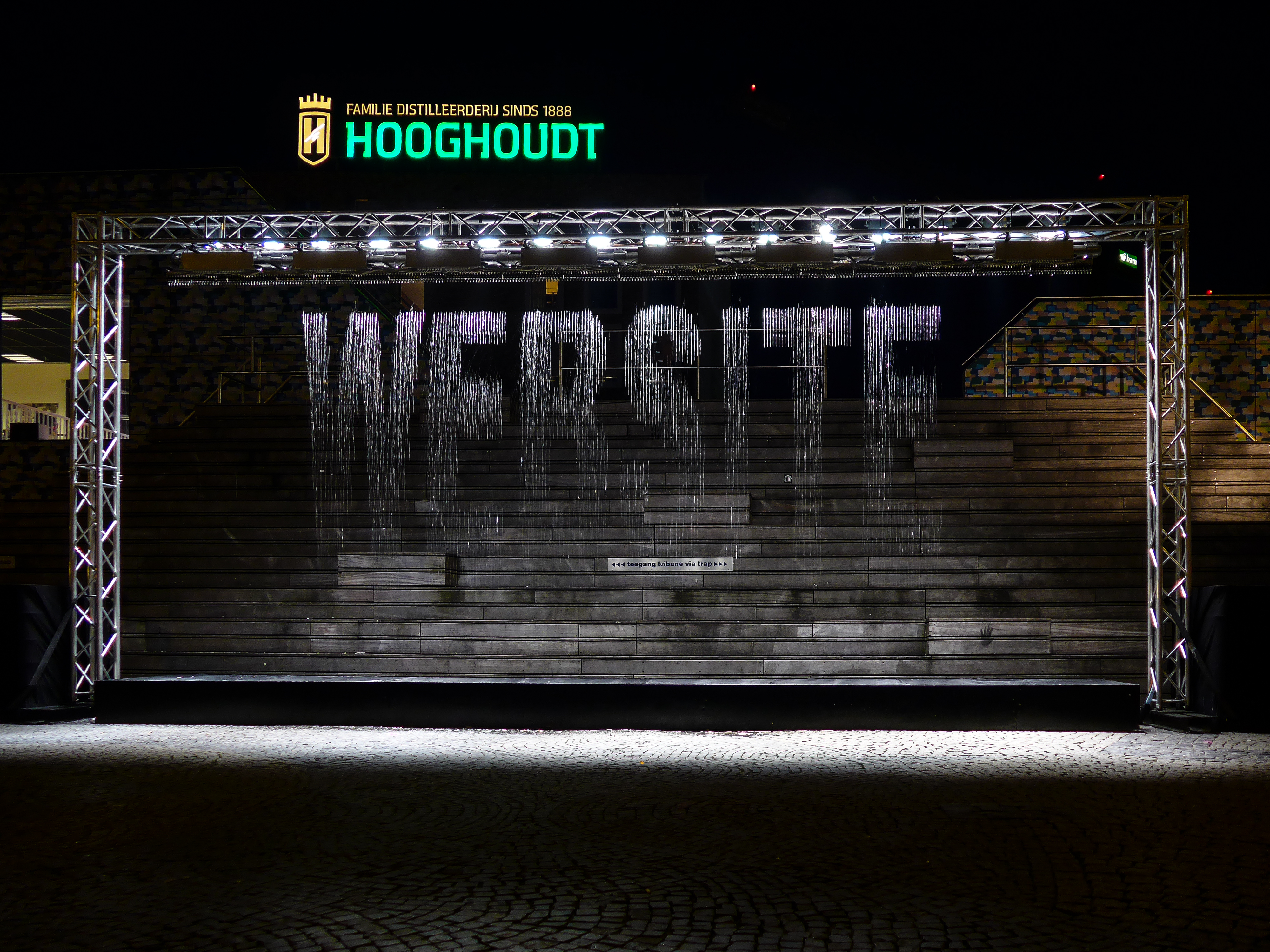
Die Installation bit.fall auf dem Grote Markt in der Niederländischen Stadt Groningen (2014)

Julius Popp absolvierte von 1995 bis 1996 eine Ausbildung als Fotograf. Von 1998 bis 2005 studierte er Bildende Künste an der Hochschule für Grafik und Buchkunst in Leipzig, von 2005 bis 2009 war er dort Meisterschüler von Astrid Klein. Popp wird aber nicht der Neuen Leipziger Schule zugerechnet.
Er beschäftigt sich mit verschiedenen künstlerischen Disziplinen, insbesondere mit Objekten, Installationen, Environments und Computersimulationen, und durchbricht in seinen Werken die Grenze zwischen Kunst und Informationstechnologie. Ein Beispiel ist seine Arbeit bit.fall aus dem Jahr 2005, bei dem eine Maschine Schlagwörter aus dem Internet auswählt und diese durch herunterfallende Wassertropfen darstellt. Jedes Wort ist hierbei nur für den Bruchteil einer Sekunde sichtbar, so dass aus ihnen ein „Informations-Wasserfall“ (engl. bit.fall) entsteht.
Popp erhielt zahlreiche Auszeichnungen, darunter den Robot Choice Award (2003) und den Kunstpreis der Leipziger Volkszeitung (2009). Neben der Kunstwelt fanden seine Werke auch Beachtung in Wissenschaftskreisen als Beiträge zur Künstlichen Intelligenz, wie unter anderem beim Fraunhofer-Institut in Bonn und beim Computer Science and Artificial Intelligence Laboratory am Massachusetts Institute of Technology (MIT) in Cambridge (USA).
Julius Popp lebt in Leipzig und in New York.

## Zitat
„Der Schwerpunkt meiner zwischen Wissenschaft und Kunst angesiedelten Arbeit liegt in der Untersuchung von Wechselwirkungen komplexer Systeme. Dies geschieht mit Hilfe von autonomen Maschinen, die von mir nach logischen Regeln konstruiert wurden.“

## Ausstellungen (Auswahl)
- 2011 Selected Words, Haus für Medienkunst Oldenburg
- 2010 Transposition, Museum Haus Lange (Krefeld)
- 2009 Resolution, Museum der bildenden Künste Leipzig
- 2009 3. Moskau Biennale
- 2008 Labyrinto, Mexico
- 2007 Oboro, Montreal
- 2005 D-Haus, Tokyo
- 2005 Union Gallery, London (mit Oliver Kossack, Julia Schmidt)
- 2004 50% Realität, Kunstraum B/2, Leipzig
- 2003 Artbots – The Robot Talent Show, Eyebeam Gallery, New York
- 2002 Paradies, Halle (Saale)
- 2001 Heimat L.E., organisiert durch die Galerie für zeitgenössische Kunst und HGB, Leipzig

## Auszeichnungen (Auswahl)
- 2010: Kunstpreis der Adolf-Luther-Stiftung, Krefeld
- 2008: Kunstpreis Berlin der Akademie der Künste, Berlin
- 2003: Robot Choice Award der internationalen Kunstausstellung ArtBots
- 2003: Stipendium der Studienstiftung des deutschen Volkes, Bonn
- 2002: Kunstförderpreis der Stadtwerke Halle und Leipzig